# 2003 LD9
2003 LD9, também escrito como 2003 LD9, é um objeto transnetuniano que está localizado no Cinturão de Kuiper, uma região do Sistema Solar. Ele possui uma magnitude absoluta de 6,9 e tem um diâmetro estimado com 183 km.

## Descoberta
2003 LD9 foi descoberto no dia 1 de junho de 2003 pelos astrônomos Marc W. Buie e K. J. Meech.

## Órbita
A órbita de 2003 LD9 tem uma excentricidade de 0,175 e possui um semieixo maior de 47,269 UA. O seu periélio leva o mesmo a uma distância de 39,012 UA em relação ao Sol e seu afélio a 55,526 UA.